# Bancigny
Bancigny é uma comuna francesa na região administrativa de Altos da França, no departamento de Aisne. Estende-se por uma área de 3,32 km². Em 2010 a comuna tinha 25 habitantes (densidade: 7,5 hab./km²).